# Barbu Lăzăreanu
Barbu Lăzăreanu (nume la naștere Baruch Lazarovici') (n. 5 octombrie 1881, Botoșani – d. 19 ianuarie 1957, București) a fost un istoric literar și publicist român de origine evreiască , membru titular al Academiei Române (1948), doctor în filologie și un militant comunist român. Barbu Lăzăreanu a fost decorat cu Meritul Cultural în 1946 și 1947.
Lăzăreanu a fost salvat în timpul deportării evreilor de Regina-Mamă Elena a României și de medicul și prietenul său Victor Gomoiu.

## Activitate profesională
A colaborat la principalele periodice ale mișcării muncitorești („România muncitoare”, „Socialismul”), iar apoi la presa ilegală a PCR.
La 11 martie 1945 a înființat și a condus în calitate de rector (1945-1948) prima universitate muncitorească din România, transformată ulterior în Academia Ștefan Gheorghiu.
A scris versuri și numeroase articole și studii despre literatura română clasică și despre folclor. Dintre acestea, cele mai importante au fost compilate în volumul „Glose și comentarii de istoriografie literară” (1958).
O stradă din orașul Suceava i-a purtat numele în perioada regimului comunist. O stradă din Botoșani respectiv din Craiova îi poartă numele până în prezent.

## Distincții
- Ordinul Muncii clasa I-a (13 noiembrie 1951)[7]
- Medalia „A cincea aniversare a Republicii Populare Române” (24 decembrie 1952) „pentru lupta și munca duse în vederea făuririi, consolidării și prosperării Republicii Populare Române”[8]